# Мемориальный музей Холокоста (США)
Мемориальный музей Холокоста (англ. United States Holocaust Memorial Museum) является американской национальной организацией по документации, изучению и толкованию истории Холокоста, и служит мемориалом миллионам людей, погибших во время Холокоста. Находится в Вашингтоне, столице США (офисы в Нью-Йорке, Бостоне, Бока-Ратоне, Чикаго, Лос-Анджелесе и Далласе).
С момента открытия в конце апреля 1993 года, музей принял 38,6 млн посетителей.

«Главная задача музея состоит в том, чтобы накапливать и распространять знания об этой беспрецедентной трагедии; сохранить память о тех, кто страдал; и поощрять его посетителей к размышлению над нравственными вопросами, заданных событиями Холокоста, а также над своими гражданскими обязанностями».

Музей Холокоста является самым посещаемым историческим музеем мира.
На гранитной стене демонстрационного зала музея выгравировано крупными буквами высказывание Гитлера: «Кто, в конце концов, сегодня говорит об уничтожении армян?».

## История открытия
Уильям Херсковиц, узник концентрационного лагеря Освенцим, сумевший совершить побег и переживший Холокост, был одним из основателей Мемориального музея Холокоста.
27 сентября 1979 года президентская комиссия по Холокосту во главе с Эли Визелем представила президенту США Джимми Картеру отчёт, в котором содержались рекомендации по сохранению памяти о Холокосте в США. 5 октября 1988 года состоялась торжественная закладка основания музея с участием президента США Рональда Рейгана. Музей был открыт 22 апреля 1993 года президентом Биллом Клинтоном. Первым посетителем музея стал Лауреат Нобелевской премии мира за 1989 год 14-й Далай-лама Тибета Нгагванг Ловзанг Тэнцзин Гьямцхо. Архитектором здания стал беженец от нацистского геноцида, уроженец Эссена Джеймс Инго Фрид.

## Экспозиция и исследования

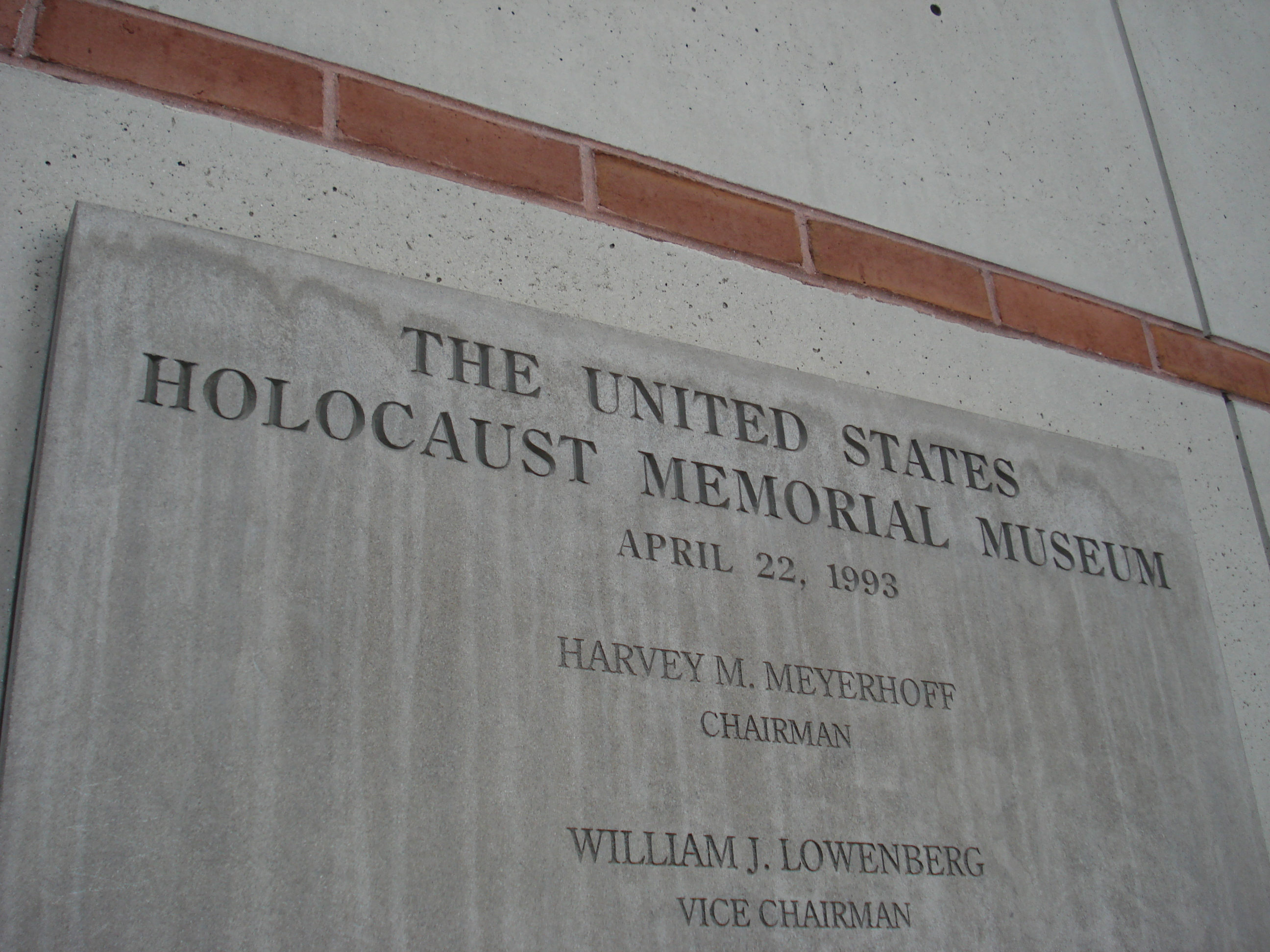
Мемориальная доска снаружи музея

Коллекция музея насчитывает 18 964 артефактов. Каждую неделю фонд дополняется примерно 26-ю новыми экспонатами. В документальном архиве есть более 95,5 миллионов страниц. Фототека музея насчитывает 86 000 фотографий из всех стран, затронутых Холокостом. Исследователи в музее составили список 42 500 гетто и концентрационных лагерей, созданных нацистами на подконтрольных Германии территориях Европы с 1933 по 1945 год. Среди исследователей: Дж. Макбрайд и другие.